# Ichthyokentauren

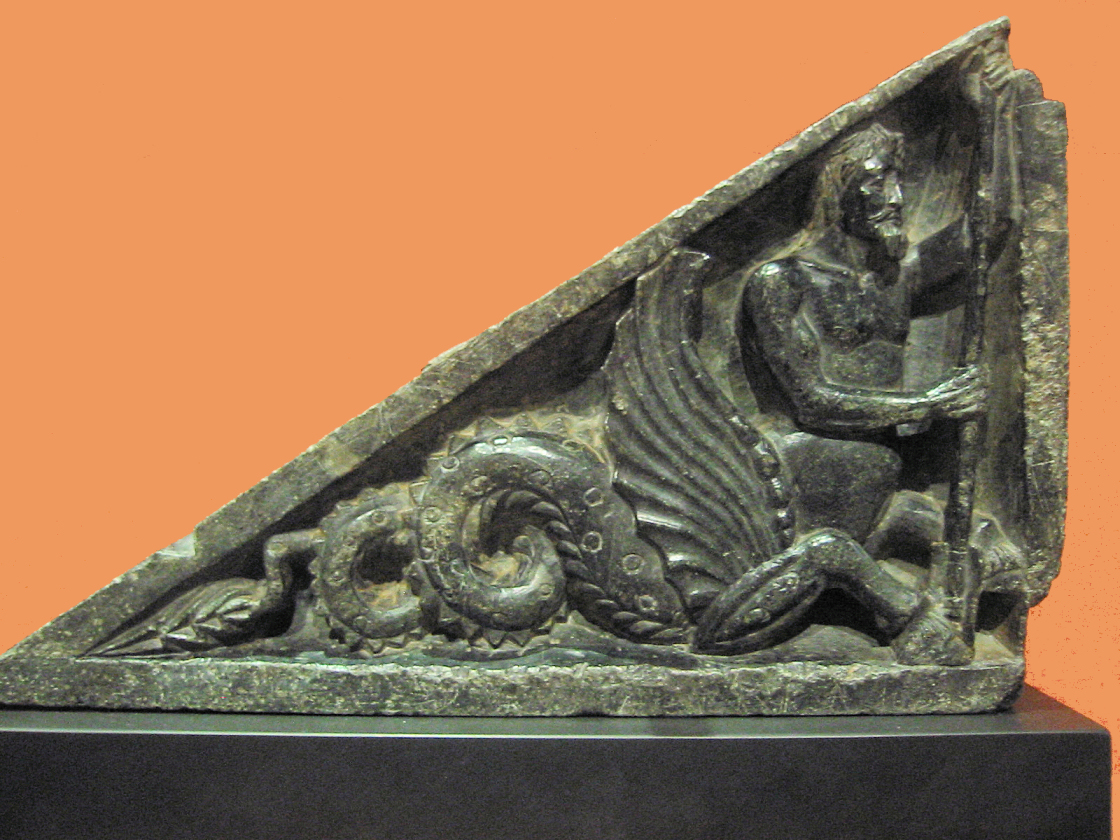
Relief eines Ichthyokentaur aus Gandhara

Ichthyokentauren (altgriechisch ἰχθυοκένταυροι ichthyokéntauroi, deutsch ‚Fischkentauren‘) sind in der griechischen Mythologie Meeresbewohner, mit denen seit Skopas in der bildenden Kunst der Griechen und Römer Darstellungen des Meeres und seiner Bewohner ausgestattet werden.
Als ikonografische Merkmale der Ichthyokentauren gelten der menschliche Oberkörper, das Vorderteil eines vierfüßigen Tieres, meist eines Pferdes, und der Hinterleib eines Fisches. Gelegentlich treten sie auch gehörnt auf. Der Unterschied zu den Tritonen besteht in dem tierischen Vorderteil, das die Tritonen nicht aufweisen. In den seltenen Beschreibungen in der antiken Literatur werden sie den Tritonen gleichgestellt, was eine Unterscheidung bereits in der Antike fragwürdig erscheinen lässt.
Bei Claudian reitet Venus auf einem Triton genannten Ichthyokentauren über das Meer, auf Darstellungen werden meist Nereide und vereinzelt Silene, Aphrodite und Eros auf ihnen reitend gezeigt, manchmal werden sie von Triton geführt. Als Attribute werden ihnen Ruder, Dreizacke, Stäbe, Trinkgefäße, Lyren, Schneckenhörner oder Flöten beigegeben.
Auf verschiedenen Mosaiken werden zwei Ichthyokentauren als Aphros und Bythos namentlich erwähnt. In der Suda wird ein Aphros als Sohn des Kronos und der Philyra genannt. Er wäre damit ein Bruder des Kentauren Chiron. Allerdings ist es unklar, ob dieser Stammvater der Aphroi mit dem gleichnamigen Ihthyokentaur identisch ist.